# فهرس ميرك

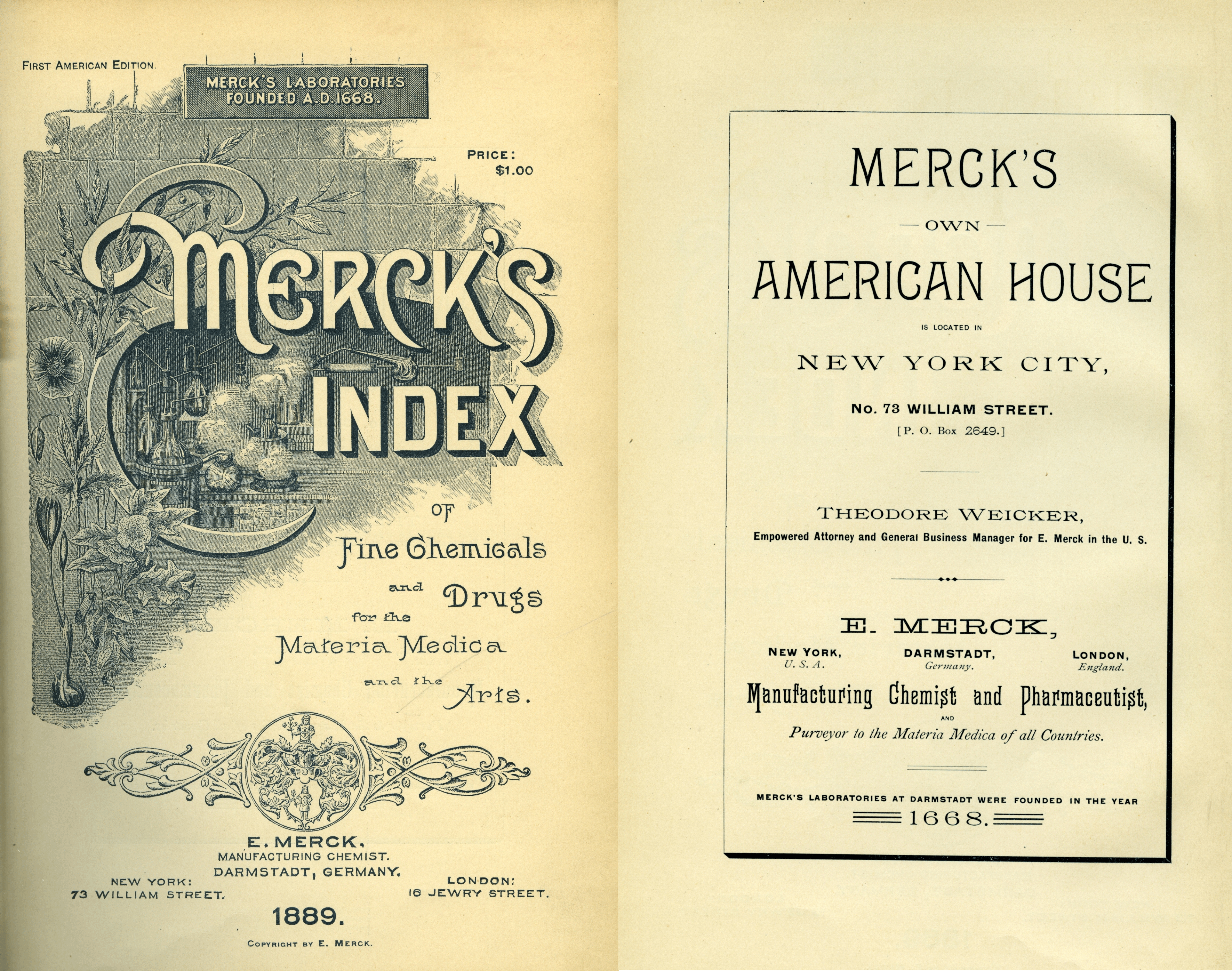

فهرس ميرك (بالإنجليزية: Merck Index)‏: هو موسوعة للمواد الكيميائية، والأدوية، والجزيئات الحيوية، مع أكثر من 10000 أفرودة (دِراسَةٌ في مَوضوعِ واحِد) عن مواد مفردة أو مجموعات من المركبات ذات الصلة. وهي تشمل أيضا على ملحق دراسات عن التفاعلات العضوية. وقد نشر من قبل شركة ميرك للأدوية في الولايات المتحدة. وفهرس ميرك متاح أيضًا عن طريق الاشتراك في نموذج البحث الإكتروني، الذي تستفيد منه بشكل شائع مكتبات البحوث، وكذلك على شبكة الإنترنت في شكل سهل المنال.
الطبعة الحالية هي الرابعة عشر، صدرت في تشرين الأول / أكتوبر 2006.
تتضمن الأفرودات الموجودة في فهرس ميرك ما يلي :
- رقم التسجيل CAS.
- مرادفات المواد، مثل الأسماء الشائعة وتسميات الاتحاد الدولي للكيمياء البحتة والتطبيقية.
- الصيغة الكيميائية.
- الكتلة الجزيئية.
- التكوين المئوي.
- الصيغة البنيوية.
- وصف لمظهر المادة.
- نقطة الانصهار ونقطة الغليان.
- الانحلالية في المذيبات المستخدمة بشكل شائع في المختبرات.
- استشهادات من مؤلفات أخرى تنظر في الاصطناع الكيميائي للمركب.
- التصنيف العلاجي، إذا كان مطبقًا.[1]